# Chad Dawson
Chad Dawson (ur. 13 lipca 1982 w Hartsville) – amerykański bokser, dwukrotny mistrz świata federacji WBC, mistrz świata federacji IBF, IBO oraz posiadacz tytułu The Ring. Wszystkie tytuły zdobywał w kategorii półciężkiej.

## Wczesne lata
Dawson urodził się 13 lipca 1982 r. w amerykańskim mieście Hartsville w stanie Karolina Południowa. W 1988 r. jego ojciec przeprowadził się wraz z całą rodziną do New Heaven.
Dawson boksem zainteresował się w wieku dziesięciu lat, trenując w lokalnej sali bokserskiej Ring One. Dorastał w biednej, wielodzietnej rodzinie (posiada sześcioro rodzeństwa – czterech braci i dwie siostry). W latach 1996–2000 był uczniem liceum im. Jamesa Hillhouse’a w New Heaven.
Rodzice Dawsona to były bokser kategorii lekkiej Rick Dawson oraz Wanda Dawson. Jeden z jego braci – Ricky Dawson był zawodowym bokserem walczącym w latach 2010–2011.

## Kariera amatorska
W sierpniu 1999 r. był uczestnikiem mistrzostw Stanów Zjednoczonych do lat 19. Rywalem Dawsona o półfinał w kategorii lekkośredniej był Jesse Orta. Dawson zwyciężył na punkty (8:3), awansując do półfinału. W półfinale przegrał przez dyskwalifikację w czwartej rundzie z Rudym Cisnerosem. Dawson, wraz z innym półfinałowym przegranym Noe Martinezem, został sklasyfikowany na trzecim miejscu podium.
W sierpniu 2000 r. został mistrzem Stanów Zjednoczonych w kategorii średniej do lat 19, pokonując w finale Jareda Hidalgo. W listopadzie tego samego roku reprezentował USA na juniorskich mistrzostwach świata w Budapeszcie. W 1/8 finału pokonał reprezentanta Kazachstanu Bejbuta Szumenowa. Walka została przerwana z powodu zbyt dużej przewagi Amerykanina. W ćwierćfinale rywalem Dawsona był Algierczyk Mohamed Amari. Amerykanin zwyciężył walkowerem, bez walki awansując do półfinału. Dawson przegrał na punkty półfinałowy pojedynek z Sullivanem Barrerą, zdobywcą złotego medalu na tych mistrzostwach. Wraz z innym półfinalistą został sklasyfikowany na trzecim miejscu podium. Końcowy bilans walk Dawsona na amatorskim ringu to 67 zwycięstw oraz 13 porażek.

## Kariera zawodowa

### Początki kariery zawodowej
Dawson zadebiutował na zawodowym ringu 18 sierpnia 2001 r., pokonując przez techniczny nokaut w 2. rundzie Steve’a Garetta. W 2001 r. stoczył jeszcze dwa pojedynki. 21 września wygrał przez nokaut w pierwszej rundzie z Antonio Bakerem, a 23 grudnia znokautował również w pierwszej rundzie Jamesa Orso. 16 lutego 2002 r., w swoim pierwszym pojedynku w 2002, pokonał przez techniczny nokaut w pierwszej rundzie Jeralda Lowe’a. Walka została przerwana na cztery sekundy przed gongiem kończącym rundę. Dwie kolejne walki Dawson wygrał jednogłośnie na punkty, pokonując Martina Desjardinsa oraz Chada Sawyera. Wygrał również trzy kolejne pojedynki w 2002. 18 maja pokonał przez techniczny nokaut w pierwszej rundzie Gary’ego Granta, 3 sierpnia jednogłośnie na punkty Faustino Gonzáleza, a ostatnie zwycięstwo w 2002 odniósł nad Johnem Williamsem, którego pokonał przez techniczny nokaut w czwartej rundzie.
Rok 2003 Dawson rozpoczął od zwycięstwa nad Shannonem Millerem, pokonując go jednogłośnie na punkty. Następnym rywalem Dawsona w 2003 roku był Amerykanin Willie Lee. Do pojedynku doszło 21 marca a Dawson zwyciężył przez nokaut w trzeciej rundzie. Dwa kolejne pojedynki Dawson zwyciężył przez techniczny nokaut. 2 maja 2003 r. pokonał Earla Allena a 1 sierpnia 2003 r. zmierzył się z byłym pretendentem do mistrzostwa świata Brettem Lallym, zwyciężając przez techniczny nokaut w czwartej rundzie. 31 października 2003 r. pokonał przez poddanie w ósmej rundzie Dumonta Wellivera, zostając młodzieżowym mistrzem świata WBC w kategorii średniej.
27 marca 2004 r. rywalem Dawsona był Amerykanin Aundalen Sloan. Początkowo Dawson zwyciężył jednogłośnie na punkty, wygrywając wszystkie rundy, ale testy antydopingowe wykazały w organizmie Dawsona marihuanę przez co walka została uznana za nieodbytą. Kolejny pojedynek Dawson stoczył 29 lipca 2004 r., pokonując jednogłośnie na punkty niepokonanego Darnella Wilsona. Była to pierwsza obrona młodzieżowego mistrzostwa świata WBC przez Dawsona. 10 grudnia 2004 r. rywalem Dawsona był dawny mistrz świata WBA w kategorii lekkośredniej Carl Daniels. Dawson łatwo sobie poradził z byłym czempionem, trzymając go na dystans ciosami prostymi. Daniels został poddany przez narożnik po siódmej rundzie.
1 kwietnia 2005 r. w obronie młodzieżowego mistrzostwa świata rywalem Dawsona był Efrain Garcia. Amerykanin obronił tytuł po raz trzeci, pokonując Garcię przez poddanie w czwartej rundzie. 6 sierpnia 2005 r. wygrał swój kolejny pojedynek, pokonując przez techniczny nokaut w trzeciej rundzie Ronalda Boddiego. Ostatnią walkę w 2005 r. stoczył 18 listopada, walcząc z Ianem Gardnerem. Dawson kontrolował pojedynek od początkowego gongu, wygrywając prawie wszystkie rundy. Amerykanin zwyciężył przez techniczny nokaut w jedenastej rundzie, zdobywając pas WBO w kategorii superśredniej. Gardner był w tym pojedynku czterokrotnie liczony.
4 lutego 2006 r. Dawson pokonał jednogłośnie na punkty Jasona Nuglera, zwyciężając na kartach punktowych sędziów wszystkie rundy. Dokładnie miesiąc później rywalem Amerykanina był Jamie Hearn, którego Dawson pokonał podczas gali w Manchesterze przez techniczny nokaut w trzeciej rundzie. Była to pierwsza walka Dawsona poza Stanami Zjednoczonymi. 2 czerwca 2006 r. zmierzył się z notowanym na dziesiątym miejscu na świecie według The Ring, Erikiem Hardingiem. Harding błyskawicznie na początku pierwszej rundy posłał Dawsona na deski, zaskakując niepokonanego rywala. Dawson wstał i kontynuował walkę, którą wygrał bardzo wyraźnie na punkty. W jednej z rund nad prawym okiem Dawsona pojawiło się rozcięcie po przypadkowym zderzeniu głowami. Sędzia jednak uznał, że rozcięcie powstało od zadanego ciosu. W dziewiątej rundzie walka została zastopowana by zatamować krwawienie z nosa Hardinga. Stawką walki było mistrzostwo Ameryki Północnej (NABF) w kategorii półciężkiej. Jeden z najbardziej prestiżowych magazynów bokserskich – The Ring umieścił Dawsona na dziesiątej pozycji w rankingu najlepszych zawodników wagi półciężkiej w roku 2006. Również popularny serwis internetowy BoxRec, który prowadzi rankingi umieścił Dawsona w notowaniu, dając mu jedenastą pozycję.

### Pojedynek z Tomaszem Adamkiem
Pod koniec roku 2006 został zatwierdzony jako rywal dla mistrza świata WBC kategorii półciężkiej Tomasza Adamka, zajmując drugą pozycję w rankingu federacji. Do pojedynku Amerykanin przystępował jako zawodnik niepokonany, mając bilans 22 zwycięstw, w tym 15 przez nokaut. Polak do trzeciej obrony tytułu WBC również przystępował jako zawodnik niepokonany, wygrywając 31 walk, w tym 20 przez nokaut. Do pojedynku doszło 3 lutego 2007 r. w Silver Spurs Arena w Kissimmee na Florydzie. Podczas oficjalnej ceremonii ważenia Amerykanin wniósł na wagę dokładnie limit kategorii półciężkiej 174 ft. (78,9 kg) a Adamek 173 ft. (78,4 kg). Amerykanin pokonał Polaka jednogłośnie na punkty (116-110, 117-109, 118-108). Dawson kontrolował pojedynek od pierwszego gongu, zadając więcej celnych ciosów oraz wyprzedzając ciosy Polaka. W siódmej rundzie Adamek był liczony po ciosie na korpus, jednak powtórka z nagrania stacji Showtime pokazała, że Adamek potknął się o prawą nogę Amerykanina przez co stracił równowagę. W dziesiątej rundzie Dawson był liczony po prawym prostym Polaka.

### Obrony tytułu WBC
Do pierwszej obrony zdobytego w lutym tytułu, Dawson przystąpił 9 czerwca 2007 r., mając za rywala Meksykanina Jesúsa Ramíreza. Amerykanin obronił tytuł, pokonując rywala przez techniczny nokaut w szóstej rundzie. Walka została przerwana przez sędziego. Do momentu przerwania pojedynku Dawson wygrał wszystkie rundy na kartach sędziów (50-45, 50-44, 50-44). W trzeciej obronie tytułu zmierzył się z Kolumbijczykiem Epifanio Mendozą. Mendoza przyjął pojedynek z zaledwie dwunastodniowym wyprzedzeniem. Początkowo bowiem rywalem Dawsona miał być oficjalny pretendent WBC, Adrian Diaconu, lecz doznał on kontuzji ręki podczas sparingu. Dawson pokonał rywala przez techniczny nokaut w czwartej rundzie. Pod koniec 2007 r. został sklasyfikowany na piątym miejscu według magazynu The Ring oraz na szóstym według BoxRec w kategorii półciężkiej.

### Dawson vs. Johnson I
Następnym rywalem Dawsona w obronie mistrzostwa świata WBC był Jamajczyk Glen Johnson, były mistrz świata IBF w kategorii półciężkiej. Do pojedynku doszło 12 kwietnia 2008 r. w St. Pete Times Forum w Tampie. Podczas oficjalnej ceremonii ważenia Dawson wniósł na wagę 173,5 ft. (78,7 kg) a pretendent 172,5 ft. (78,2 kg). Amerykanin obronił tytuł, zwyciężając jednogłośnie na punkty (116-112, 116-112, 116-112). Dawson był lepszy w początkowych rundach walki, wykorzystując przewagę szybkości oraz warunków fizycznych. Były mistrz świata przejął inicjatywę w końcowych rundach, ale nie zdołał odrobić strat. Statystyki ciosów również wskazywały na lepszy pojedynek ze strony Amerykanina, który doprowadził do celu 319 z 802 zadanych uderzeń przy 243 celnych Johnsona. W lipcu 2008 r. Dawson zwakował tytuł WBC, mając w planach walkę z posiadaczem pasa IBF oraz IBO Antonio Tarverem.

### Pojedynki z Antonio Tarverem
Po zwakowaniu tytułu WBC, Dawson zmierzył się z Antonio Tarverem o mistrzowskie pasy IBF oraz IBO w kategorii półciężkiej. Pojedynek odbył się 11 października 2008 r. w Palms Casino Resort (Las Vegas). Dawson pokonał 39-letniego rywala jednogłośnie na punkty (118-109, 117-110, 117-110). Pomimo wysokiej wygranej punktowej, walka była wyrównana, a o zapisaniu ją na konto jednego z zawodników decydowała mała przewaga w uderzeniach. W dwunastej rundzie, po uderzeniu z prawej ręki Dawsona, Tarver dotknął rękawicą maty ringu, będąc liczonym przez sędziego.
Do rewanżu doszło 9 maja 2009 r. w Hard Rock Hotel & Casino (Las Vegas). Pojedynek początkowo miał się odbyć 14 marca 2009 r. jednak w trakcie przygotowań do pojedynku doznał kontuzji dłoni. Podczas oficjalnej ceremonii ważenia w Las Vegas, Dawson oraz Tarver zanotowali dokładnie górny limit kategorii półciężkiej (78,9 kg). Transmitowany przez stację HBO pojedynek zakończył się ponownie jednogłośnym zwycięstwem Dawsona (117-111, 117-111, 116-112), który obronił pasy IBF i IBO w kategorii półciężkiej. Tarver walczył lepiej niż w pierwszym pojedynku, ale nie zdołał nawiązać równej walki z młodszym i szybszym rodakiem. Przed walką wyraźnym faworytem bukmacherów był Dawson. Jeszcze tego w maju 2009 r. Dawson zwakował pas IBF, przygotowując się pod rewanżowy pojedynek z Glenem Johnsonem.

### Dawson vs. Johnson II
7 listopada 2009 r. doszło do rewanżu z Glenem Johnsonem, którego Dawson pokonał w kwietniu 2008 r., zwyciężając jednogłośnie na punkty. Pojedynek odbył się w XL Center, w amerykańskim mieście Hartford. Federacja WBC, której Dawson był mistrzem w latach 2007–2008 usankcjonowała ten pojedynek jako walkę o tymczasowe mistrzostwo świata WBC w kategorii półciężkiej. Dawson bronił również w tym pojedynku zdobytego w 2008 r. tytułu IBO. Podczas oficjalnej ceremonii ważenia Amerykanin wniósł na wagę 175 ft. (79,4 kg), mieszcząc się w limicie kategorii półciężkiej. Johnson zanotował 173, 5 ft. (78,7 kg). Rewanżowy pojedynek jednogłośnie na punkty zwyciężył Dawson (115-113, 115-113, 117-111), dominując od pierwszej rundy. Również statystyki ciosów z tej walki były korzystne dla Dawsona, który doprowadził do celu 79 uderzeń więcej niż rywal.

### Pojedynek z Jeanem Pascalem
14 sierpnia 2010 r. zmierzył się z Jeanem Pascalem w pojedynku o mistrzostwo świata WBC w kategorii półciężkiej. Pojedynek odbył się na terenie obrońcy tytułu w kanadyjskim Bell Centre. Jean Pascal pokonał niezwyciężonego wcześniej Amerykanina techniczną decyzją w jedenastej rundzie. Kanadyjczyk w początkowych odsłonach zaskakiwał Dawsona, atakując seriami ciosów. W drugiej połowie walki Dawson zaczął odrabiać straty na kartach punktowych, przejmując kontrolę nad pojedynkiem. W jedenastej rundzie po przypadkowym zderzeniu głowami nad lewym okiem Dawsona powstało głębokie rozcięcie, które uniemożliwiło mu dalsze kontynuowanie pojedynku. Po podliczeniu kart punktowych sędziów Pascal zwyciężył techniczną decyzją, broniąc tytuł. Do momentu przerwania pojedynku Pascal doprowadził do 114 celnych uderzeń a Dawson 134.

### Pojedynki z Bernardem Hopkinsem
15 października 2011 r. rywalem Dawsona był najstarszy mistrz świata w historii boksu Bernard Hopkins, posiadacz pasa WBC oraz The Ring w kategorii półciężkiej. Pojedynek odbył się w Staples Center w Los Angeles. Walka zakończyła się w drugiej rundzie, kiedy Dawson chwycił rywala w klinczu, a następnie rzucił go na matę ringu. Hopkins doznał kontuzji prawego ramienia i nie zdołał powstać. Sędzia ogłosił kontrowersyjne zwycięstwo Dawsona przez techniczny nokaut w drugiej rundzie. W grudniu 2011 r. po protestach Hopkinsa wynik walki został zmieniony na nieodbytą, a tytuł został zwrócony Hopkinsowi.
28 kwietnia 2012 r. doszło do pojedynku rewanżowego pomiędzy Dawsonem a Hopkinsem. Pojedynek odbył się w Boardwalk Hall w Atlantic City. Decyzją większości (117-111, 114-114, 117-111) na punkty zwyciężył Dawson, zostając najlepszym bokserem w kategorii półciężkiej. Według komentatorów i ekspertów, Dawson pewnie wygrał w tym pojedynku, zasłużenie pokonując Hopkinsa. Dawson kończył pojedynek z wieloma rozcięciami na twarzy. W wywiadzie udzielonym po walce dla stacji HBO stwierdził, że Hopkins walczył nieczysto w tym pojedynku, kilka razy atakując głową.

### Pojedynek z Andre Wardem
8 września 2012 r. zmierzył się z Andre Wardem. Pojedynek odbył się w Oracle Arena w Oakland. Dawson na potrzeby pojedynku zmienił kategorię z półciężkiej na superśrednią, w której Andre Ward posiadał pasy WBA Super i WBC. Dawson przegrał przez techniczny nokaut w dziesiątej rundzie. Ward zdominował Dawsona w tym pojedynku, wygrywając prawie każdą odsłonę. Dawson był liczony przez sędziego w rundzie trzeciej, czwartej oraz dziesiątej. W wywiadzie po walce Dawson stwierdził, że był osłabiony zbijaniem wagi oraz dodał, że wraca do kategorii półciężkiej, w której posiada pas WBC.

### Pojedynek z Adonisem Stevensonem
8 czerwca 2013 r. w obronie tytułu WBC rywalem Amerykanina był reprezentant Kanady Adonis Stevenson. Walka odbyła się na terenie rywala, w kanadyjskim Bell Centre. Dawson niespodziewanie przegrał przez nokaut już w pierwszej rundzie, tracąc pasy WBC i The Ring w kategorii półciężkiej. Stevenson posłał rywala na deski lewym prostym. Dawson wstał, jednak sędzia przerwał pojedynek w obawie o ciężki nokaut. Prestiżowy magazyn bokserski The Ring wyróżnił pojedynek Dawson vs. Stevenson w kategorii nokaut roku 2013.

### Walka z Andrzejem Fonfarą
4 marca 2017 roku w Barclays Centre w Nowym Jorku przegrał przez TKO w 10 rundzie z Andrzejem Fonfarą (28-4, 17 KO). Do momentu przerwania walki prowadził na kartach punktowych wszystkich sędziów.

## Życie prywatne
Żoną Chada Dawsona jest Crystal Dawson. Poznali się w listopadzie 2001 r. podczas przyjęcia z okazji Dnia Dziękczynienia. Para pobrała się w sierpniu 2007 r. Mają trzech synów: Sir-Chancellora, Royal-Championa oraz Prince-Chadwicka.

## Lista walk na zawodowym ringu
| Legenda |
| SD – decyzja niejednogłośna \| D – remis \| TKO – techniczny nokaut \| MD – decyzja większości sędziów \| DQ – dyskwalifikacja \| NC – walka nieodbyta \| RTD – poddanie przez narożnik \| KO – nokaut |

| Wynik     | Rekord        | Przeciwnik        | Werdykt | Runda      | Data       | Miejsce                                                   | Tytuł                                                |
| --------- | ------------- | ----------------- | ------- | ---------- | ---------- | --------------------------------------------------------- | ---------------------------------------------------- |
| Wygrana   | 36 – 5 (2 NC) | Denis Grachev     | UD      | 8/8        | 2019-10-11 | Connecticut Convention Center, Hartford, Connecticut, USA |                                                      |
| Wygrana   | 35-5 (2 NC)   | Quinton Rankin    | UD      | 8/8        | 2019-06-29 | Fooxwoods Resort, Mashantucket, Connecticut, USA          |                                                      |
| Przegrana | 34-5 (2 NC)   | Andrzej Fonfara   | TKO     | 10/10 0:38 | 2017-03-04 | Barclays Centre, Brooklyn, Nowy Jork                      |                                                      |
| Wygrana   | 34-4 (2 NC)   | Cornelius White   | TKO     | 4/10 2:26  | 2016-04-16 | Fooxwoods Resort, Mashantucket, Connecticut, USA          |                                                      |
| Wygrana   | 33-4 (2 NC)   | Dion Savage       | UD      | 10/10      | 2015-12-08 | Sun National Bank Center, New Jersey, USA                 |                                                      |
| Przegrana | 32 – 4 (2 NC) | Tommy Karpency    | SD      | 10/10      | 2014-10-04 | Foxwoods Resort, Mashantucket, Connecticut, USA           |                                                      |
| Wygrana   | 32 – 3 (2 NC) | George Blades     | KO      | 1/10 2:35  | 2014-06-21 | StubHub Center, Carson, Kalifornia, USA                   |                                                      |
| Przegrana | 31 – 3 (2 NC) | Adonis Stevenson  | KO      | 1/12 1:16  | 2013-06-08 | Bell Centre, Montreal, Quebec, Kanada                     | WBC World & The Ring (kategoria półciężka)           |
| Przegrana | 31 – 2 (2 NC) | Andre Ward        | TKO     | 10/12 2:45 | 2012-09-08 | Oracle Arena, Oakland, Kalifornia, USA                    | WBA Super World & WBC World (kategoria superśrednia) |
| Wygrana   | 31 – 1 (2 NC) | Bernard Hopkins   | MD      | 12/12      | 2012-04-28 | Boardwalk Hall, Atlantic City, New Jersey, USA            | WBC World & The Ring (kategoria półciężka)           |
| NC        | 30 – 1 (2 NC) | Bernard Hopkins   | NC      | 2/12 2:48  | 2011-10-15 | Staples Center, Los Angeles, Kalifornia, USA              | WBC World & The Ring (kategoria półciężka)           |
| Wygrana   | 30 – 1 (1 NC) | Adrian Diaconu    | UD      | 12/12      | 2011-05-21 | Bell Centre, Montreal, Quebec, Kanada                     |                                                      |
| Przegrana | 29 – 1 (1 NC) | Jean Pascal       | UD      | 12/12      | 2010-08-14 | Bell Centre, Montreal, Quebec, Kanada                     | WBC & IBO World (kategoria półciężka)                |
| Wygrana   | 29 – 0 (1 NC) | Glen Johnson      | UD      | 12/12      | 2009-11-07 | XL Center, Hartford, Connecticut, USA                     | WBC Interim & IBO World (kategoria półciężka)        |
| Wygrana   | 28 – 0 (1 NC) | Antonio Tarver    | UD      | 12/12      | 2009-05-09 | Hard Rock Hotel and Casino, Las Vegas, Nevada, USA        | IBF & IBO World (kategoria półciężka)                |
| Wygrana   | 27 – 0 (1 NC) | Antonio Tarver    | UD      | 12/12      | 2008-10-11 | Palms Casino Resort, Las Vegas, Nevada, USA               | IBF & IBO World (kategoria półciężka)                |
| Wygrana   | 26 – 0 (1 NC) | Glen Johnson      | UD      | 12/12      | 2008-04-12 | St. Pete Times Forum, Tampa, Floryda, USA                 | WBC World (kategoria półciężka)                      |
| Wygrana   | 25 – 0 (1 NC) | Epifanio Mendoza  | TKO     | 4/12 2:30  | 2007-09-29 | Arco Arena, Sacramento, Kalifornia, USA                   | WBC World (kategoria półciężka)                      |
| Wygrana   | 24 – 0 (1 NC) | Jesús Ramírez     | TKO     | 6/12 2:00  | 2007-06-09 | Connecticut Convention Center, Hartford, Connecticut, USA | WBC World (kategoria półciężka)                      |
| Wygrana   | 23 – 0 (1 NC) | Tomasz Adamek     | UD      | 12/12      | 2007-02-03 | Silver Spurs Arena, Kissimmee, Floryda, USA               | WBC World (kategoria półciężka)                      |
| Wygrana   | 22 – 0 (1 NC) | Eric Harding      | UD      | 12/12      | 2006-06-02 | Chumash Casino, Santa Ynez, Kalifornia, USA               | NABF (kategoria półciężka)                           |
| Wygrana   | 21 – 0 (1 NC) | Jamie Hearn       | TKO     | 3/8 2:07   | 2006-03-04 | M.E.N. Arena, Manchester, Lancashire, Anglia              |                                                      |
| Wygrana   | 20 – 0 (1 NC) | Jason Naugler     | UD      | 8/8        | 2006-02-04 | Don Haskins Convention Center, El Paso, Teksas, USA       |                                                      |
| Wygrana   | 19 – 0 (1 NC) | Ian Gardner       | TKO     | 11/12 1:12 | 2005-11-18 | Athletic Center, New Haven, Connecticut, USA              | WBO NABO (kategoria superśrednia)                    |
| Wygrana   | 18 – 0 (1 NC) | Ronald Boddie     | TKO     | 3/8        | 2005-08-06 | St. Pete Times Forum, Tampa, Floryda, USA                 |                                                      |
| Wygrana   | 17 – 0 (1 NC) | Efrain Garcia     | RTD     | 4/10 3:00  | 2005-04-01 | City Wide Fieldhouse, New Haven, Connecticut, USA         | WBC Youth (kategoria średnia)                        |
| Wygrana   | 16 – 0 (1 NC) | Carl Daniels      | TKO     | 7/10 3:00  | 2004-12-10 | Foxwoods Resort, Mashantucket, Connecticut, USA           | WBC Youth (kategoria średnia)                        |
| Wygrana   | 15 – 0 (1 NC) | Darnell Wilson    | UD      | 10/10      | 2004-10-29 | Foxwoods Resort, Mashantucket, Connecticut, USA           | WBC Youth (kategoria średnia)                        |
| NC        | 14 – 0 (1 NC) | Aundalen Sloan    | NC      | 6/6        | 2004-03-27 | Foxwoods Resort, Mashantucket, Connecticut, USA           |                                                      |
| Wygrana   | 14 – 0        | Dumont Welliver   | RTD     | 8/10 3::   | 2003-10-31 | Convention Center, Providence, Rhode Island, USA          | WBC Youth (kategoria średnia)                        |
| Wygrana   | 13 – 0        | Brett Lally       | TKO     | 4/8        | 2003-08-01 | Hampton Beach Casino, Hampton Beach, New Hampshire, USA   |                                                      |
| Wygrana   | 12 – 0        | Eart Allen        | TKO     | 3/6 2:59   | 2003-05-02 | Foxwoods Resort, Mashantucket, Connecticut, USA           |                                                      |
| Wygrana   | 11 – 0        | Willie Lee        | KO      | 3/6 2:38   | 2003-03-21 | Foxwoods Resort, Mashantucket, Connecticut, USA           |                                                      |
| Wygrana   | 10 – 0        | Shannon Miller    | UD      | 6/6        | 2003-02-01 | Mohegan Sun Casino, Uncasville, Connecticut, USA          |                                                      |
| Wygrana   | 9 – 0         | John William      | TKO     | 4/6        | 2002-10-25 | Foxwoods Resort, Mashantucket, Connecticut, USA           |                                                      |
| Wygrana   | 8 – 0         | Faustino González | UD      | 6/6        | 2002-08-03 | Foxwoods Resort, Mashantucket, Connecticut, USA           |                                                      |
| Wygrana   | 7 – 0         | Gary Grant        | TKO     | 1/4 1:36   | 2002-05-18 | Mohegan Sun Casino, Uncasville, Connecticut, USA          |                                                      |
| Wygrana   | 6 – 0         | Chad Sawyer       | UD      | 4/4        | 2002-04-27 | Mohegan Sun Casino, Uncasville, Connecticut, USA          |                                                      |
| Wygrana   | 5 – 0         | Martin Desjardins | UD      | 4/4        | 2002-03-01 | Foxwoods Resort, Mashantucket, Connecticut, USA           |                                                      |
| Wygrana   | 4 – 0         | Jerald Lowe       | TKO     | 1/4 2:56   | 2002-02-16 | Mohegan Sun Casino, Uncasville, Connecticut, USA          |                                                      |
| Wygrana   | 3 – 0         | James Orso        | KO      | 1/4 1:58   | 2001-12-13 | Mohegan Sun Casino, Uncasville, Connecticut, USA          |                                                      |
| Wygrana   | 2 – 0         | Antonio Baker     | KO      | 1/4 0:43   | 2001-09-21 | Rhodes-on-the-Pawtuxet, Cranston, Rhode Island, USA       |                                                      |
| Wygrana   | 1 – 0         | Steve Garrett     | TKO     | 2/4 1:46   | 2001-08-18 | Mohegan Sun Casino, Uncasville, Connecticut, USA          | Debiut                                               |